# セドリック・ヴァスール
セドリック・ヴァスール（Cédric Vasseur、1970年8月18日 - ）は、フランス、ノール県アーズブルック出身の元自転車競技（ロードレース）選手。

## 経歴
父、アレン・ヴァスールも元プロロード選手であり、1970年のツール・ド・フランスで区間1勝を挙げている。
1993年にプロ転向。
1995年、ガン（後のクレディ・アグリコル）に移籍。
1996年、ツール・ド・フランス初出場（総合69位）。
1997年、ツール・ド・フランス第5ステージを制し、第5ステージ終了後から第9ステージまで、マイヨ・ジョーヌを堅持。
2000年、USポスタルサービスに移籍。
2002年、コフィディスに移籍。
2003年、パリ〜コレーズ総合優勝。
2004年、当時チームメイトだったデヴィッド・ミラーのドーピング違反に関連して、その疑いが持たれたが、後に潔白が証明された。
2006年、クイックステップ・イネルゲティックに移籍。
2007年、ツール・ド・フランス第10ステージを制覇。同年限りで現役を引退。
2007年10月にプロ自転車連盟(CPA)の会長に選出。2009年11月に辞職。
2017年10月、コフィディス・ソリュシオンクレディのゼネラル・マネージャーに就任。